# Palacio de Sintas
El Palacio De Sintas se encuentra en una esquina de la calle San Jerónimo en Ciudadela de Menorca, España. Exteriormente es un edificio austero, y pasa desapercibido, pero detrás de una gran puerta de entrada con un bonito y trabajado picaporte, encontramos un palaciego y acogedor interior. Su fachada de finales del siglo XVII, barroca, cuenta también con tres balcones. El balcón central corona sus atributos heráldicos (escudo de la familia).

## Historia
La casa fue construida como residencia de los De Sancho, familia originaria de Mahón y que se establece en Poniente cuando su representante, Marcos De Sancho y De Olives, es nombrado Caballero en 1625. La familia se ennoblece en el momento en el que su primogénito, Pablo De Sancho y Serra, recibe el Real Privilegio de la Nobleza de Sangre, en 1940. Por descendencia, la representación de la estirpe noble la ostenta desde finales del siglo XVII la familia De Sintas, procedente de Alayor y entroncada con otras familias aristocráticas menorquinas.
En el gran salón se conservan los retratos de ilustres antepasados familiares: el de Gil Pasqueda (Andreu Galbis), el del Conde de Lannion (Chiesa) y una valiosa colección de marinas de principios del siglo XIX. Los grandes salones que atraviesan la casa, embaldosados con preciosas baldosas rojas hexagonales muestran un habitaje al estilo francés. Una discreta ornamentación dorada luce los vestimentos de las puertas y los retratos, las paredes blancas, los muebles isabelinos, tapizados de rojo a juego con los cortinajes, la luz que entra a través de las lágrimas colgadas de las grandes lámparas de cristal crean una atmósfera de opulencia y majestuosidad, reflejada por las alcobas de las camas de "cobricel", atmósfera que no desvirtúa en ningún momento el carácter de intimidad del palacio que le han dado sus propietarios.
Actualmente la casa sigue siendo propiedad de los descendientes de la familia De Sintas, la 11.º generación.